# 西福田 (名古屋市)
西福田（にしふくた）は、愛知県名古屋市港区の地名。現行行政地名は西福田一丁目から西福田五丁目。また、戸田川の一部に南陽町大字西福田が残存している。住居表示未実施。

## 地理
名古屋市港区の北西部に位置し、東に春田野、西に福屋、南に新茶屋、北に中川区富永と接する。
鉄道駅から大きく離れた交通空白地帯であり、地区内の停留所から名古屋市営バスが各地へ向かっている。

## 歴史

### 町名の由来
江戸期の海東郡西福田新田を前身とする。西福田新田は、1643年（寛永20年）に鬼頭景義の先導により干拓された新田で、東福田新田と合わせて「福田新田」と呼ばれた。
1872年（明治5年）に東海道のルートが熱田から福田を経て前ケ須新田（現在の弥富市）を通る新道「前ヶ須街道」に変更されたため、当地に東海道が通る形となった。

### 行政区画の変遷

#### 南陽町西福田
- 1884年（明治17年）8月11日 - 海東郡福田新田が東西に分割され、同郡西福田村として独立する[2]。
- 1889年（明治22年）10月1日 - 合併に伴い、海東郡福屋村大字西福田となる[2]。
- 1906年（明治39年）7月1日 - 合併に伴い、海東郡南陽村大字西福田となる[2]。
- 1913年（大正2年）7月1日 - 海部郡成立に伴い、同郡南陽村大字西福田となる[2]。
- 1949年（昭和24年）6月1日 - 町制施行に伴い、海部郡南陽町大字西福田となる[2]。
- 1955年（昭和30年）10月1日 - 名古屋市港区編入に伴い、同区南陽町大字西福田となる[2]。
- 1968年（昭和43年）6月13日 - 中川区富田町大字富永との境界を変更する[2]。
- 1982年（昭和57年）10月9日 - 中川区富田町大字富永の一部を編入する[2]。また、一部が中川区富永一丁目・富永四丁目に編入される[3]。
- 1992年 - 一部を港区西福田一丁目から西福田五丁目へ編入。
- 2015年（平成27年） - 一部が協和1・2丁目、畑中1・2丁目、六軒家の全域および福前1丁目に編入される。

#### 西福田一丁目から西福田五丁目
- 1992年 - 港区西福田一丁目から西福田五丁目がそれぞれ成立する。

## 世帯数と人口
2019年（平成31年）3月1日現在の世帯数と人口は以下の通りである。
| 丁目         | 世帯数  | 人口    |
| ------------ | ------- | ------- |
| 西福田一丁目 | 115世帯 | 304人   |
| 西福田二丁目 | 49世帯  | 124人   |
| 西福田三丁目 | 50世帯  | 133人   |
| 西福田四丁目 | 65世帯  | 188人   |
| 西福田五丁目 | 146世帯 | 409人   |
| 計           | 425世帯 | 1,158人 |

### 人口の変遷
国勢調査による人口の推移
| 2000年（平成12年） | 1,473人 | [ WEB 6 ] |  |
| 2005年（平成17年） | 1,382人 | [ WEB 7 ] |  |
| 2010年（平成22年） | 1,312人 | [ WEB 8 ] |  |
| 2015年（平成27年） | 1,244人 | [ WEB 9 ] |  |

## 学区
市立小・中学校に通う場合、学校等は以下の通りとなる。また、公立高等学校に通う場合の学区は以下の通りとなる。
| 丁目         | 番・番地等 | 小学校                 | 中学校               | 高等学校 |
| ------------ | ---------- | ---------------------- | -------------------- | -------- |
| 西福田一丁目 | 全域       | 名古屋市立西福田小学校 | 名古屋市立南陽中学校 | 尾張学区 |
| 西福田二丁目 | 全域       | 名古屋市立西福田小学校 | 名古屋市立南陽中学校 | 尾張学区 |
| 西福田三丁目 | 全域       | 名古屋市立西福田小学校 | 名古屋市立南陽中学校 | 尾張学区 |
| 西福田四丁目 | 全域       | 名古屋市立西福田小学校 | 名古屋市立南陽中学校 | 尾張学区 |
| 西福田五丁目 | 全域       | 名古屋市立西福田小学校 | 名古屋市立南陽中学校 | 尾張学区 |

## 施設
- 名古屋市立西福田小学校
- 西福田新屋敷緑地

西福田一丁目。1994年（平成6年）4月1日供用開始。1993年（平成5年）9月着工。0.28ヘクタールの敷地は民有地を名古屋市が借り上げたもので、賃料はなく相続税評価額が40パーセント低く抑えられることで地主にメリットがある。10年ごとに契約が見直されることになっている。こうしたケースは愛知県内では豊橋市についで2例目にあたり、公園が少ない地域において公園を整備する有効な手段としている。
- 西福田上中緑地

西福田五丁目。2007年（平成19年）5月1日供用開始。
- 西福田公園

西福田四丁目。1986年（昭和61年）4月1日供用開始。

## その他

### 日本郵便
- 郵便番号 : 455-0874[WEB 3]（集配局：名古屋港郵便局[WEB 13]）。